# فاضل نوفاليتش
فاضل نوفاليتش (بالبوسنوية: Fadil Novalić)‏ (من مواليد 25 سبتمبر 1959)، هو سياسي بوسني يشغل حاليا منصب رئيس وزراء اتحاد البوسنة والهرسك. فاضل هو عضو في حزب العمل الديمقراطي (SDA).

## حياته المهنية
بعيدا عن الميدان السياسي، يشتغل نوفاليتش كرائد أعمال وكمُهندس ميكانيكي في نفس الوقت. يُنسب إليه الفضل في إحياء صناعة السيارات في مسقط رأسه غراداتشاتس. خدم فاضل في صفوف جيش البوسنة والهرسك خلال حرب عقد 1990.
تخرج نوفاليتش سنة 1983 من كلية الهندسة الميكانيكية في سراييفو. ثم عمل بعدها لمُدة 17 عامًا في شركة «غراداتشاتس فاموس» (بالبوسنوية: Gradačac Famos)‏، حيث ارتقى خلال هذه السنوات من منصب مُهندس إلى مدير للشركة. بعد ذلك، اشتغل فاضل في عدة شركات أخرى، كما أسس ما لا يقل عن سبع شركات أخرى أبرزها شركة «سوبفينا» (بالبوسنوية: Supfina)‏.
ترأس نوفاليتش أيضا رابطة رجال الأعمال في مدينة غراداتشاتس، ونادي زفيزدا غراداتشاتس [الإنجليزية] لكُرة القدم.
في سنة 2015، التحق فاضل نوفاليتش بعُضوية حزب العمل الديمقراطي، حيث يشغل منذ ذلك الحين منصب رئيس مجلس إدارة مجلس السياسة الاقتصادية والمالية للحزب. في سنة 2019، التحق فاضل بعُضوية رئاسة الحزب.
في مارس 2015، اختير فاضل من قبل حزب العمل الديمقراطي لتولي منصب رئيس وزراء اتحاد البوسنة والهرسك، في ائتلاف حكومي مع حزب الاتحاد الديمقراطي الكرواتي للبوسنة والهرسك [الإنجليزية]. ظل فاضل في منصبه بعد انتخابات 2018، حيث يترأس حاليا حكومة تصريف الأعمال.

## حياته الشخصية
فاضل مُتزوج من سيلفيا نوفاليتش وأب لثلاث بنات.
في 13 يوليو 2020، تأكدت إصابة فاضل نوفاليتش بفيروس كورونا 2019 في ظل انتشار هذا الأخير في البوسنة والهرسك. في 26 يوليو 2020، تعافى فاضل كُليا من هذه الإصابة.